# Fünf rote Kategorien
Die fünf roten Kategorien (chinesisch 紅五類 / 红五类, Pinyin hóngwǔlèi) waren soziale Klassen, die von der Kommunistischen Partei Chinas während der Kulturrevolution aus ideologischen Gründen bevorzugt behandelt wurden. Sie genossen auf Anordnung des „Überragenden Führers“ Mao Zedong soziale Privilegien im Gegensatz zu den Angehörigen der „Fünf schwarzen Kategorien“, die weithin politisch verfolgt oder ermordet wurden. Die fünf roten Kategorien enthalten:
- „Arme Bauern“ und Bauern der unteren Mittelklasse (贫下中农)
- Arbeitskräfte (工人)
- Revolutionäre Soldaten (革命军人) der Volksbefreiungsarmee.
- Revolutionäre Kader (革命干部)
- Revolutionäre „Märtyrer“ (革命烈士), darunter unmittelbare Familienmitglieder, Kinder, Enkelkinder und andere Verwandte verstorbener Mitglieder der Kommunistischen Partei Chinas sowie bei militärischen Aktionen getöteten Personals der Volksbefreiungsarmee.